# Hans Jørgen Hansen
Hans Jørgen Hansen (ur. 6 października 1879 w Tvedzie, zm. 10 grudnia 1966 we Frederiksbergu) – duński hokeista na trawie.
Na letnich igrzyskach olimpijskich w Antwerpii (1920) wraz z drużyną zdobył srebrny medal.
Wystąpił w spotkaniach przeciwko Wielkiej Brytanii, Francji i Belgii.